# Ferrocarril México-Balsas
El Ferrocarril México-Balsas, inicialmente conocido como Ferrocarril México, Cuernavaca y el Pacífico, fue una conexión ferroviaria que sirvió a la comunicación del Distrito Federal (hoy, Ciudad de México) con los estados de Morelos y Guerrero. Operó con un ancho de vía estándar desde 1893 hasta los últimos años del siglo XX, haciendo un recorrido total de 293 kilómetros para facilitar las necesidades de transporte de carga y de pasajeros de la Región centro-sur de México.

## Antecedentes
El origen y propósito de esta ruta de comunicación se remonta a varios proyectos ferroviarios promovidos a lo largo del siglo XIX para conectar el centro de México con el Océano Pacífico. Desde una perspectiva gubernamental y económica, la consolidación de una vía de acceso al Pacífico fue concebida como una estrategia clave para fortalecer un corredor interoceánico iniciado en el Golfo de México a través de Veracruz, con lo cual se podría afianzar la posición del país en el escenario económico internacional.

### Los esbozos iniciales
El primero de estos planes fue presentado en 1837 por el comerciante español Francisco Arrillaga, quien obtuvo del gobierno mexicano una concesión de construcción de vía y un presupuesto de cinco millones de pesos para establecer un ferrocarril entre México y Veracruz. Con tales derechos, el concesionario dejaba abierta la posibilidad de extender esta ruta ferroviaria hacia el Puerto de San Blas, ubicado en el Pacífico nayarita, esto en lugar de seguir el trayecto tradicional de Acapulco. Sin embargo, las convulsiones políticas y económicas del periodo, sumadas a la inviabilidad del proyecto y al vencimiento de la concesión de Arrillaga, no permitieron consumar este objetivo de obra ferroviaria en ninguna de sus etapas.
Entre 1849 y 1886, se presentaron varias propuestas de obra pública ferrocarrilera con el propósito de asegurar la conectividad entre la capital nacional y el Océano Pacífico, y así complementar la vía interoceánica iniciada en Veracruz. No obstante, debido a dificultades políticas, presupuestales, organizativas y financieras, ninguno de estos planes llegó a concretarse. De acuerdo con los expedientes organizados en el Archivo de la Secretaría de Fomento, dentro de estas iniciativas gubernamentales de habilitación ferroviaria se impulsaron las siguientes propuestas de conexión:
1. Veracruz, México y el Pacífico. 18 de mayo de 1849.
2. Veracruz, México y Acapulco. 10 de junio de 1851.
3. Veracruz, México y Acapulco. 6 de octubre de 1851.
4. Veracruz, México y el Pacífico. 28 de octubre de 1853.
5. México y el Pacífico. 28 de noviembre de 1853, concesionada a J. L. Rickards.
6. San Juan (Veracruz) y Acapulco. 2 de agosto de 1855, concesionada a los Hermanos Mosso.
7. Veracruz y Acapulco. 31 de agosto de 1857, concesionada a Antonio Escandón.
8. San Juan, México y Acapulco o San Blas. 1 de febrero de 1856.
9. Antón Lizardo (Veracruz) y Acapulco. 2 de agosto de 1856, concesionada a Alberto. C. Ramsey.
10. Veracruz, Acapulco u otro punto del Pacífico. 5 de abril de 1861, concesionada a Antonio Escandón.
11. Veracruz, Antón Lizardo, Tehuantepec, Cuernavaca, Acapulco u otro punto del Pacífico. 14 de diciembre de 1870, concesionada a la empresa de René Masson y Félix Wyatt.

Fue hasta 1873 en que quedó habilitada para su explotación la línea ferrocarrilera México-Veracruz, construida inicialmente por el empresario Antonio Escandón, cuya concesión pasó en 1868 a un corporativo inglés que completó y operó esta ruta ferroviaria bajo el nombre de El Ferrocarril Mexicano, convirtiéndose en la primera línea férrea de largo alcance del país. Sin embargo, esta ruta tampoco pudo extenderse hacia el Pacífico y sólo quedó como vía de acceso al Golfo de México, al Océano Atlántico y al continente europeo.

### Proyectos especulativos
Eventualmente, se presentaron otras propuestas de comunicación interna e interoceánica que tampoco devolvieron resultados exitosos. Entre ellas, se incluyen las siguientes:
1. Ferrocarril México-Acapulco. Concesión de 1880 transferida a Delfín Sánchez.[3]
2. Ferrocarril Interoceánico de la Sierra Madre y Tierra Caliente. Concesión de 1881 de Manuel Payno.[4]
3. Ferrocarril Mexicano de la Mesa Central. Concesión de 1882 dada en favor de José María Amat.[5]
4. Ferrocarril Mexicano del Pacífico. Concesión de 1886 entregada a J. A. Verger.[6]

En las últimas décadas del siglo XIX, el proyecto de comunicación entre el centro, Golfo y Pacífico mexicanos quedó en manos de diversos intereses empresariales. Después de completar la primera sección del Ferrocarril de Morelos (una vía que conectó desde la estación de San Lázaro a la metrópoli con la estación de Cuautla, Morelos), su concesionario, Delfín Sánchez, elaboró una estrategia empresarial y de negocios que le permitió acaparar los derechos de construcción de los Ferrocarriles Unidos de Morelos, Irolo y Acapulco. Una vez asegurada esta contratación, el consorcio de Sánchez transfirió en 1888 sus derechos de obra a la "Interoceanic Railway of Mexico (Acapulco to Veracruz) Limited", un corporativo británico ferrocarrilero que funcionó comercialmente con el nombre del Ferrocarril Interoceánico. Esta empresa logró llevar el tendido de rieles hasta el Río Amacuzac (al suroeste de Morelos), con miras a seguir la construcción de vía hacia Acapulco, pero el abrupto factor geográfico de la Sierra Madre del Sur y los costos de inversión implicados en el proyecto de obra hicieron que la compañía decidiera llegar al Pacífico por el lado opuesto, a través de la localidad poblana de Tlancualpican. Con todo, el objetivo de construcción nunca logró consumarse por las endebles finanzas de la compañía, y fue así como en 1895 se transfirió este derecho de construcción al contrato del Ferrocarril de México a Cuernavaca y el Pacífico.

## Adjudicación y apertura de vías
Tras un periodo de intensa especulación sobre adjudicación de concesiones ferroviarias ocurrida en la década de 1880, el 30 de mayo de 1890, el secretario de fomento, Carlos Pacheco, anunció los derechos para la construcción de un ferrocarril de vía ancha que uniría a la Ciudad de México con Cuernavaca y con la Barra de Tecoanapa, en las costas de Guerrero, dejando el privilegio en manos de Herman Sturm, un veterano estadounidense afincado en Denver, Colorado.  Tres años más tarde, el contrato fue reformado para delegar el encargo de obra al consorcio constructor del "Ferrocarril de México a Cuernavaca y el Pacífico", una empresa con oficinas en México y cuya inversión provenía de la "The Colorado Mexico Investmen Co.", la cual se estableció también en Denver. La cartera de accionistas incluyó a empresarios mexicanos, como Luis Méndez e Ignacio Sepúlveda, así como inversionistas estadounidenses, como el coronel J. H. Hampson de Kansas City, encargado del levantamiento de obra del ferrocarril.

### Proceso preliminar

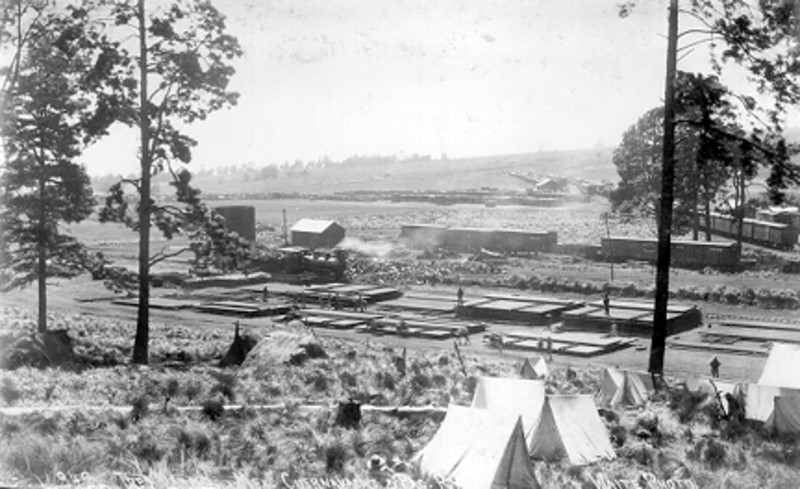
Tren en los alrededores de Tres Cumbres

Antes de llevar a cabo la construcción, la franquicia desarrolladora envió a la "Compañía de Investigaciones Colorado-México" a realizar un reconocimiento en campo de los terrenos por donde surcaría el nuevo riel, así como los análisis de factibilidad y de inversión del proyecto. Los resultados del estudio pusieron de manifiesto el valor comercial de la zona, destacando la riqueza de sus depósitos minerales, sus amplios recursos forestales, las importantes corrientes de agua, el peso económico de las producciones agrícolas y el potencial turístico de la región.
Para asegurar el levantamiento de obra, en el contrato se acordó que la empresa constructora hiciera un depósito de diez mil pesos en el Banco Nacional de México sobre certificados de deuda pública. Además, se estableció que los plazos de construcción no excedieran los 10 años. A la par, fueron otorgados a la empresa varios estímulos, como el derecho de construcción de ramales, subsidios y apoyos privados, como los que otorgaron los hacendados azucareros del estado de Morelos. En lo que hace al montaje de vía, se fijó el uso de trocha de 1.435 m para el paso de locomotoras impulsadas a vapor, y se dio la oportunidad de colocar un tercer riel.

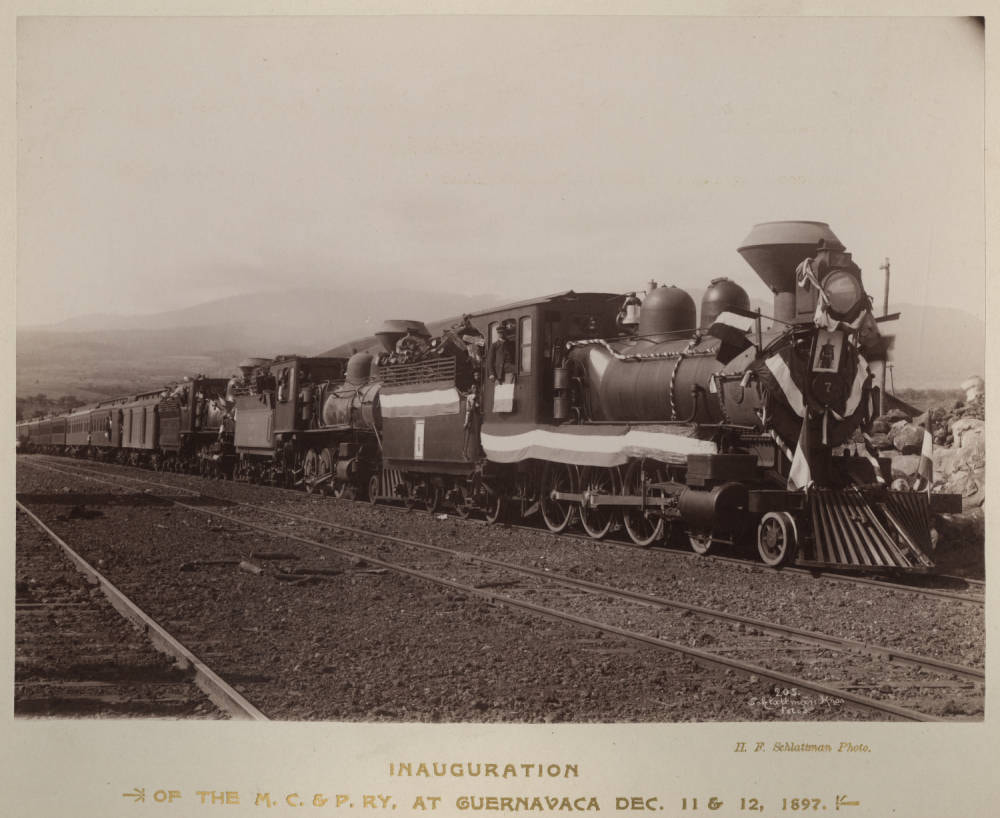
Inauguración presidencial del Ferrocarril México, Cuernavaca y el Pacífico en la capital morelense. 1897.

### Ejecución de obra
Una vez precisados los objetivos comerciales del ferrocarril y diseñado el plan de su construcción, los trabajos de obra arrancaron y para el 2 de abril de 1893 se inauguraron los primeros 16 km que conectaron al complejo ferroviario de Buenavista con los parajes cercanos a la Hacienda de la Castañeda. El tramo hacia Tres Cumbres, que completó los 74 km de la vía, se abrieron a la circulación en septiembre de 1895. Con la presencia de Porfirio Díaz, los 120 km hacia Cuernavaca se inauguraron el 11 de diciembre de 1897. Posteriormente, el 10 de julio de 1898 se recorrieron por primera vez los 237 km tendidos a la ciudad de Iguala y, finalmente, el 1 de julio de 1899, fue abierto el tramo hacia la estación de Balsas.
La compleja configuración geográfica por donde se definió el trazo de esta ruta ferroviaria obligó a la compañía concesionaria a levantar diversas obras de infraestructura para garantizar el paso seguro del tren. En varios puntos del trayecto se construyeron sistemas de alcantarillado, además de un peralte ferroviario cerca de la estación de El Parque de San Juan Tlacotenco, Morelos, diseñado para facilitar el ascenso y descenso de trenes a través de la Sierra Ajusco-Chichinautzin. Asimismo, la presencia de grandes corrientes de agua obligó también a edificar grandes puentes y viaductos, como el construido en el Cañón de la Mano (cerca de la estación de Naranjo y de ciudad de Iguala) y uno más levantado en el Río Balsas para continuar los trabajos de construcción hacia las costas guerrerenses.

## Explotación y situación

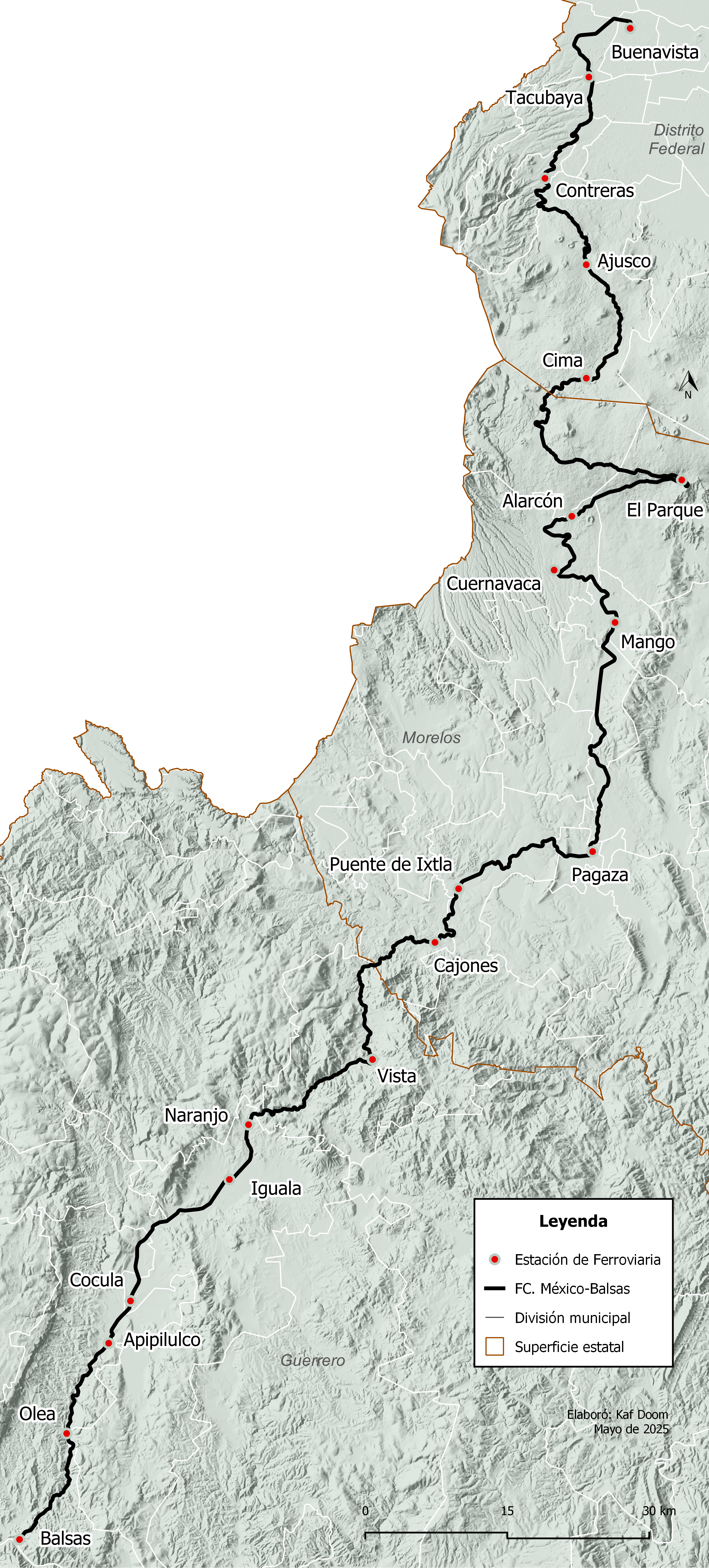
Trazo ferroviario de la ruta México-Balsas

Además de ofrecer transporte de pasajeros y servicio telegráfico, este ferrocarril también funcionó para movilizar diferentes mercancías. Hacia 1901, el tramo México-Cuernavaca se utilizó principalmente para el traslado de piedras, arena, madera y otros materiales destinados a la construcción en la capital nacional. Por su parte, el segmento Cuernavaca-Puente de Ixtla fue clave para el tráfico de la producción azucarera generada en las haciendas agroindustriales del poniente de Morelos. En contraste, a pesar del potencial geológico del estado de Guerrero, el tramo Puente de Ixtla-Balsas no registró un movimiento significativo de minerales.
En términos generales, el transporte de manufacturas minerales y productos agrícolas fue la actividad más recurrente en esta vía de tren. Los ingresos del ferrocarril, en este sentido, se obtuvieron sobre todo de la movilización de piedras y ladrillos, con lo que se pasó de acarrear 12,324 toneladas en el año 1897 a 54,689 toneladas en 1900. En el mismo periodo, siguió en orden de importancia el tráfico de maíz, azúcar, sal, cal, yeso, maquinaria y carbón vegetal. El servicio de pasajeros, por otra parte, no logró sumar grandes entradas económicas y, en los hechos, sólo representó un 20% del ingreso total de la línea ferrocarrilera.

### La línea pendiente
A pesar de todo, la aspiración de alcanzar el Pacífico seguía vigente como un compromiso público. En este contexto, los ingenieros constructores propusieron que, en un plazo de dos años y medio, se podría establecer una ruta viable y de costos razonables de 235 km entre Mezcala y Acapulco. Se previeron beneficios significativos, pues la conexión ferroviaria con el Pacífico y su expansión hacia el interior de Guerrero permitirían monopolizar el transporte de las explotaciones minerales de la región sur.
No obstante, los elevados costos de inversión asociados a la complicada orografía de Guerrero, junto con el esquema de pérdidas de la compañía ferroviaria, fueron factores determinantes que impidieron la construcción de un solo kilómetro adicional más allá del sur del Río Balsas. Hampson ya había previsto la imposibilidad de extender los rieles hasta las costas de Guerrero cuando estos alcanzaron el cauce del Balsas. En ese momento, las brigadas que ejecutaron las labores de reconocimiento de terrenos advirtieron que la conexión entre Chilpancingo y Acapulco requeriría trazar una ruta con pendientes del 3 al 4 %, (curvas extremadamente cerradas) y montar al menos tres cruces sobre las cimas de la Sierra Madre del Sur. A estos desafíos se sumaba la falta de actividad comercial en la zona lo que, en conjunto, hacía que la obra resultara excesivamente costosa.

### El traspaso al Ferrocarril Central

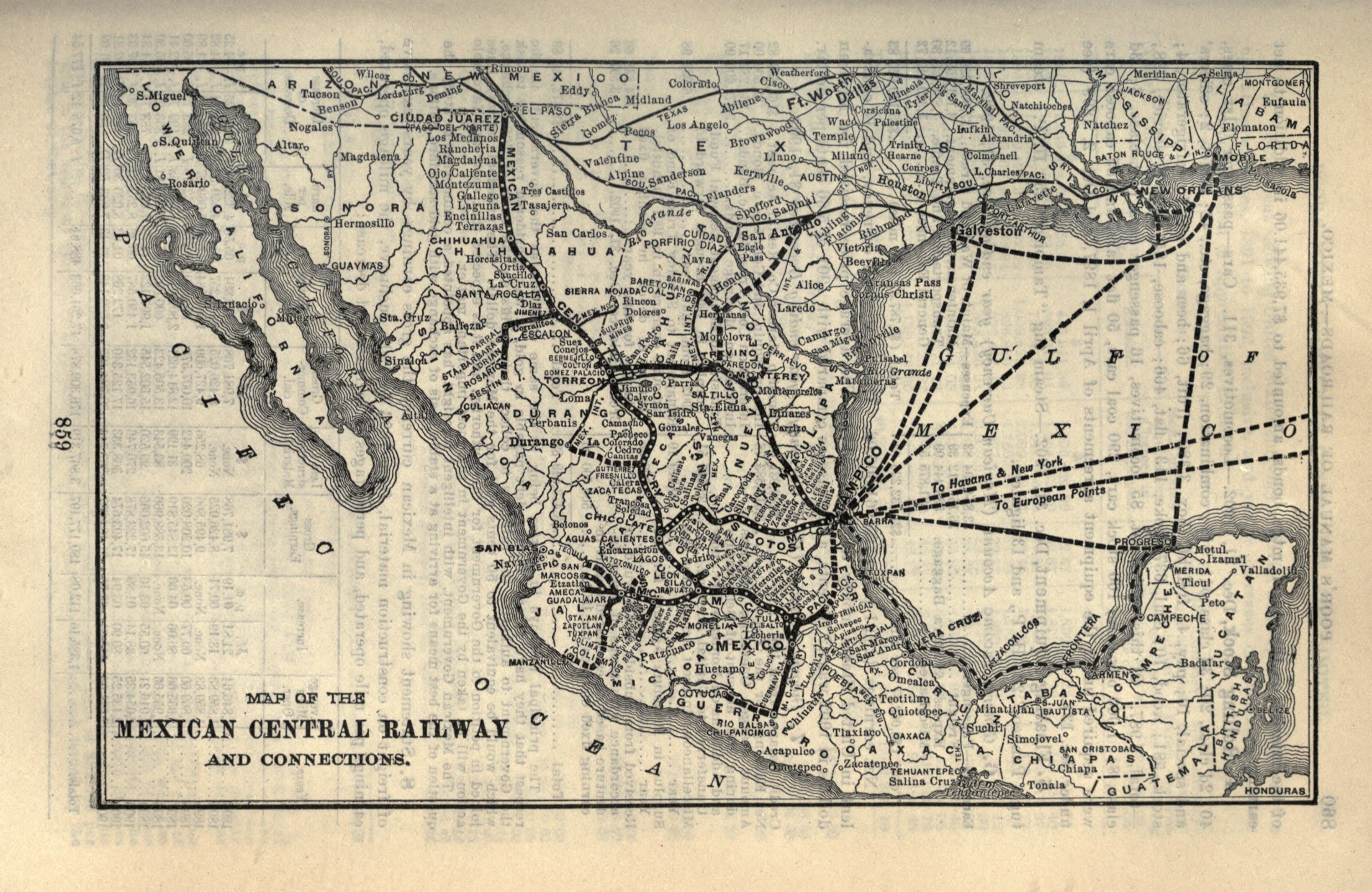
Sistema del Ferrocarril Central Mexicano

La combinación de estos factores, junto con una deuda bancaria acumulada desde 1897, debilitó gravemente las finanzas de la empresa estadounidense. Incapaz de continuar operando como una compañía solvente, el ferrocarril, cuya construcción tuvo un costo aproximado de $6,000,000 pesos, fue vendido por $3,000,000 en oro y pasó a ser propiedad del Ferrocarril Central Mexicano.
A pesar de contar con el respaldo del Gobierno federal, la ruta no logró sumar más kilómetros de vía bajo la administración del Ferrocarril Central Mexicano. La compañía reconoció que insistir en llevar los rieles hasta Acapulco representaría una inversión poco viable. Alegando la devaluación de la plata como argumento, la empresa solicitó una prórroga en la entrega de los tramos y la conclusión de la obra. Sin embargo, el Gobierno, al considerar la línea de importancia estratégica, se mostró inflexible y declaró caduca la concesión del tramo al Pacífico guerrerense, además de confirmar la pérdida del depósito de garantía de treinta mil pesos. Con todo, la línea se mantuvo activa desde entonces con denominación de servicio ferroviario México-Balsas.

## Los ataques revolucionarios
Durante el movimiento revolucionario de 1910, el sistema ferroviario mexicano se convirtió en un objetivo estratégico de aseguramiento militar. Tanto las tropas federales como las revolucionarias hicieron uso de las vías férreas como un recurso esencial de guerra. Mientras el Ejército las empleaba para controlar zonas clave y reprimir levantamientos, las facciones insurgentes buscaban interrumpir las comunicaciones del gobierno y, además, se apropiaban de bienes y fondos transportados en los trenes, fundamentales para el financiamiento de la lucha armada.
La línea del México-Balsas, en este contexto de guerra, fue objeto de numerosos ataques y descarrilamientos. Un primer ataque a este ferrocarril lo ejecutó el grupo revolucionario figueroista del norte de Guerrero. En abril de 1911, esta facción sublevada interceptó el paso de un convoy que se dirigía a la Ciudad de México. Los hechos ocurrieron cerca de la estación de Cajones y desembocó en un enfrentamiento entre federales e insurgentes, en donde el número de bajas militares fue mayor en proporción a las víctimas mortales figueroistas.

### Las acciones zapatistas

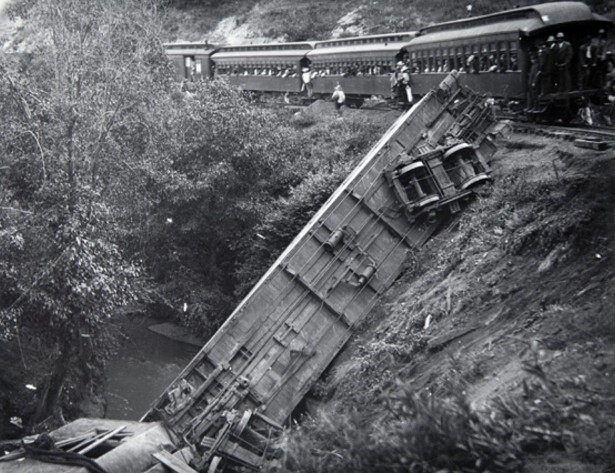
Tren descarrilado por huestes zapatistas, en los alrededores de Tres Marías, Morelos. ca. 1913.

Entre 1911 y 1919, el tren del Balsas fue blanco de múltiples atentados y asaltos. Diversos tramos de la línea y sus estaciones fueron asediados sobre todo por el Ejército Libertador del Sur, comandado por Emiliano Zapata, en su lucha por el control territorial y estratégico de la región. Las acciones hostiles del Ejército Libertador del Sur abarcaron una amplia gama de tácticas para debilitar el sistema ferroviario. Entre ellas se encontraban el corte de vías, la destrucción de puentes, la interrupción de las comunicaciones telegráficas, descarrilamientos, asaltos a trenes y el incendio de estaciones, todas dirigidas a obstaculizar el transporte y la logística del gobierno federal. Los ataques zapatistas contra las corridas de trenes reflejaron la evolución misma de la Revolución del Sur. En los primeros años del conflicto, las agresiones se desarrollaban en paralelo al funcionamiento habitual del sistema ferroviario y con la orden de Zapata de no atentar contra los usuarios del ferrocarril. Sin embargo, con el incremento de las hostilidades, la situación se volvió insostenible, llegando al punto en que se suspendió el servicio ferroviario hacia el sur de la Ciudad de México, así como en Morelos y Guerrero.

#### El ataque enCima
El 20 de julio de 1912, uno de los ataques ferroviarios más agresivos de la rebelión del sur causó gran indignación en la opinión pública. La emboscada fue liderada por Genovevo de la O y tuvo lugar en la estación de Cima, al sur del Ajusco, donde un grupo zapatista interceptó un tren de pasajeros procedente de la Ciudad de México rumbo a Cuernavaca. El convoy, compuesto por tres vagones de segunda clase, uno de primera lleno de pasajeros y otro con una escolta de 51 soldados del 20° Batallón, fue atacado con una descarga de fusiles que sembró el caos entre civiles y militares. Forzado a detenerse, el tren fue abordado por los rebeldes surianos, quienes saquearon el carro exprés y de correo, además de despojar a los pasajeros de sus pertenencias, disparando a quemarropa contra quienes intentaron resistirse. La violencia desatada incluyó agresiones contra mujeres, desapariciones y ataques con machete a federales. Para rematar la ofensiva, los zapatistas extrajeron aceite y chapopote de la máquina y lo derramaron sobre el tren, incendiándolo con las víctimas aún dentro. Las llamas consumieron decenas de cuerpos, incluidos más de 40 militares y varios pasajeros civiles. Entre los sobrevivientes y heridos, algunos lograron llegar a la estación de Parres, donde aguardaron el tren de auxilio que los trasladó al hospital ferroviario de la estación Colonia.

### El cese de los ataques
Con la progresiva debilitación del movimiento zapatista y la muerte de su lider en 1919, la resistencia armada en el sur del país comenzó a perder fuerza. En consecuencia, las agresiones dirigidas contra la línea férrea del México-Balsas disminuyeron de manera significativa hasta desaparecer. A medida que la situación política y militar se estabilizaba, la infraestructura ferroviaria pudo recuperarse gradualmente. En el avance de la década de 1920, el servicio de trenes en la región fue restablecido de manera regular, permitiendo nuevamente el transporte de pasajeros y mercancías sin los constantes ataques que habían marcado los años previos. La estabilización del territorio tras la Revolución permitió avanzar en la reorganización del sistema ferroviario dentro de los planes de reconstrucción nacional impulsados por los gobiernos posrevolucionarios. Sin embargo, a pesar de estos esfuerzos, el volumen de transportación comenzó a disminuir desde esa misma década, marcando el inicio de una transformación en el modelo de movilidad del país.

## Reorganización y debacle
A nivel global, hacia el final del primer tercio del siglo XX, el modelo de transporte ferroviario comenzó a mostrar signos de agotamiento. Factores como el crecimiento de la infraestructura vial, la masificación del transporte automotor y los cambios en las dinámicas económicas y comerciales contribuyeron a la progresiva pérdida de relevancia del ferrocarril. En México, este medio de transporte fue perdiendo su papel central en el esquema económico nacional. No obstante los importantes subsidios gubernamentales, su participación en el servicio de carga disminuyó notable y progresivamente. En contraste, la infraestructura carretera experimentó un crecimiento acelerado, pasando de menos de 10,000 km en 1940 a 213,700 km en 1982. Este desarrollo refleja claramente la prioridad otorgada al transporte terrestre dentro de los planes nacionales de modernización
Frente a esta nueva realidad, el Ferrocarril México-Balsas tuvo que enfrentarse a la creciente expansión de la red carretera promovida por los gobiernos posrevolucionarios. La competencia se intensificó con la inauguración de la Carretera México-Acapulco en noviembre de 1927, durante la administración de Plutarco Elías Calles. Esta nueva vía terrestre ofrecía una alternativa más flexible y accesible para el transporte de pasajeros y mercancías, facilitando la conexión entre la capital y el Pacífico sin las restricciones propias del sistema ferroviario, con lo que el uso del ferrocarril en la región comenzó a decaer, obligando a sus administradores a buscar estrategias para mantener su operatividad y relevancia dentro del esquema de movilidad nacional.
Con la nacionalización de los ferrocarriles en el periodo cardenista, se constituyó la empresa pública de los Ferrocarriles Nacionales de México, con lo que la línea del México-Balsas formó parte de la División de Querétaro y se administró bajo la denominación de "Línea C", la cual comprendía dos distritos organizativos: el de Cuernavaca y el de Balsas.

### Estaciones
De acuerdo con el Horario número 4 emitido en 1950 por la empresa de los Ferrocarriles Nacionales de México para información operativa interna, el servicio de trenes cubrió un trayecto de 296.2 km desde la estación de Buenavista hasta la terminal de Balsas, completando un viaje para el transporte de pasajeros de casi 10 horas.
El recorrido se realizaba sobre una pendiente topográfica de ascensos y descensos, saliendo desde los 2,230 y 2,250 m s. n. m. registrados respectivamente en las estaciones de Buenavista y de Julia, hasta pasar por los 3,022 m s. n. m señalados en la estación de Cima y culminar en la terminal de Balsas que se situaba alrededor de los 470 m s. n. m. A lo largo de su historia, el conjunto de estaciones de esta vía incluyó estaciones permanentes (edificios construidos con materiales duraderos), estaciones provisionales (inmuebles fabricados con materiales perecederos) y paradas de bandera (puntos específicos sin edificio en donde el tren podía hacer un alto para cargar pasaje). A continuación se enlistan las estaciones explotadas en la vía México-Balsas a mediados del siglo XX.
| Número | Km    | Estación               | m s. n. m. | Localización territorial    | Salida pasajeros |
| ------ | ----- | ---------------------- | ---------- | --------------------------- | ---------------- |
| ...    | 0     | Buenavista             | 2,235      | Cuauhtémoc, D. F.           | ...              |
| C-5    | 4.9   | Julia                  | 2,263      | Miguel Hidalgo, D. F.       | 8:00             |
| C-13   | 12.2  | Tacubaya               | 2,280      | Álvaro Obregrón, D. F.      | 8:20             |
| C-15   | 14.5  | San Pedro de los Pinos | 2,275      | Álvaro Obregrón, D. F.      | 8:27             |
| C-17   | 16.1  | Mixcoac                | 2,290      | Álvaro Obregrón, D. F.      | 8:33             |
| C-22   | 21.9  | Olivar                 | 2,360      | Álvaro Obregrón, D. F.      | 8:42             |
| C-29   | 28.3  | Contreras              | 2,481      | Magdalena Contreras, D.F.   | 8:59             |
| C-31   | 30.7  | Eslava                 | 2,533      | Magdalena Contreras, D.F.   | 9:04             |
| C-47   | 46.2  | Ajusco                 | 2,844      | Tlalpan, D. F.              | 9:37             |
| C-58   | 57.2  | Parres                 | 3,000      | Tlalpan, D. F.              | 9:54             |
| C-62   | 61.4  | Cima                   | 3,022      | Tlalpan, D. F.              | 10:00            |
| C-67   | 67.0  | Toro                   | 2,954      | Huitzilac, Mor.             | 10:08            |
| C-74   | 73.2  | Tezoyo                 | 2,825      | Huitzilac, Mor.             | ...              |
| C-75   | 74.1  | Tres Cumbres           | 2,809      | Tres Marías, Mor.           | 10:23            |
| C-92   | 91.7  | El Parque              | 2,306      | Tepoztlán, Mor.             | 10:53            |
| C-107  | 107.0 | Alarcón                | 1,887      | Ahuatepec, Mor.             | 11:20            |
| C-111  | 110.8 | Ramón                  | 1,784      | Chamilpa, Mor.              | 11: 27           |
| C-120  | 119.6 | Cuernavaca             | 1,547      | Cuernavaca, Mor.            | 12:00            |
| C-133  | 132.1 | Mango                  | 1,352      | Jiutepec, Mor.              | 12:19            |
| C-139  | 138.6 | Emiliano Zapata        | 1,248      | Emiliano Zapata, Mor.       | 12:33            |
| C-143  | 142.6 | Tezoyuca               | 1,195      | Emiliano Zapata, Mor.       | 12:40            |
| C-146  | 146.0 | Tetecalita             | 1,151      | E. Zapata, Mor.             | 12:46            |
| C-155  | 154.3 | San Miguel Treinta     | 1,019      | Tlaltizapán, Mor.           | ...              |
| C-157  | 156.1 | Treinta                | 989        | Tlaltizapán, Mor.           | 13:05            |
| C-162  | 161.2 | Juan Pagaza            | 991        | Zacatepec, Mor.             | 13:18            |
| C-168  | 167.5 | Hermosa                | 996        | Xoxocotla, Mor.             | 13:27            |
| C-172  | 171.6 | Vidal                  | 992        | Puente de Ixtla, Mor.       | 13:33            |
| C-181  | 180.4 | Puente de Ixtla        | 901        | Puente de Ixtla, Mor.       | 13:53            |
| C-184  | 183.7 | Cacahuamilpa           | 898        | Amacuzac, Mor.              | 13:58            |
| C-190  | 189.5 | Cajones                | 896        | Amacuzac, Mor.              | 14:06            |
| C-195  | 194.5 | Casahuatlán            | 951        | Amacuzac, Mor.              | 14:17            |
| C-201  | 200.7 | Santa Fe               | 1,038      | Buenavista de Cuellar, Gro. | 14:30            |
| C-205  | 204.2 | Sámano                 | 1,100      | Buenavista de Cuellar, Gro. | 14:39            |
| C-213  | 212.2 | Vista                  | 1,250      | Buenavista de Cuellar, Gro. | 15:00            |
| C-220  | 219.1 | Pimentel               | 1,093      | Buenavista de Cuellar, Gro. | ...              |
| C-224  | 223.9 | Los Amates             | 1,035      | Buenavista de Cuellar, Gro. | 15:19            |
| C-231  | 230.6 | Naranjo                | 835        | Iguala, Gro.                | 15:32            |
| C-238  | 237.1 | Iguala                 | 736        | Iguala, Gro.                | 16:02            |
| C-247  | 246.9 | Metlapa                | 700        | Iguala, Gro.                | 16:16            |
| C-249  | 248.3 | Mextitlán              | 681        | Teloloapan, Gro.            | 16:20            |
| C-254  | 253.4 | Xonacatla              | 656        | Iguala, Gro.                | 16:28            |
| C-256  | 255.7 | Cocula                 | 616        | Iguala, Gro.                | 16:35            |
| C-258  | 257.7 | El Puente              | 610        | Cocula, Gro.                | 16:40            |
| C-262  | 261.3 | Apipilulco             | 592        | Cocula, Gro.                | 16:48            |
| C-265  | 264.2 | Tlanipatlán            | 556        | Cocula, Gro.                | 16:54            |
| C-275  | 274.1 | Olea                   | 530        | Cocula, Gro.                | 17:10            |
| C-285  | 284.2 | Arroz                  | 490        | Cocula, Gro.                | 17:27            |
| C-292  | 292.0 | Balsas Viejo           | 470        | Cocula, Gro.                | 17:47            |
| C-293  | 292.6 | Balsas                 | 470        | Cocula, Gro.                | 17:50, llegada   |

### Crisis y cierre de línea
En la década de 1950, se reconoció que la línea del Balsas había quedado obsoleta desde el punto de vista técnico y operativo. Su trazo, marcado por una compleja orografía, afectaba tanto la eficiencia como la rentabilidad del sistema ferroviario, lo que llevó a reconsiderar su viabilidad. En 1958, se tomó la decisión de eliminar esta vía, apostando por retomar el antiguo proyecto que buscaba conectar el ferrocarril con el Pacífico. Como parte de este plan, se contempló la eliminación del tramo Buenavista-Cuernavaca, con la intención de reconfigurar la ruta y mejorar su funcionalidad. No obstante, a pesar de los esfuerzos y estudios realizados, el proyecto nunca logró materializarse, dejando inconclusa la aspiración de extender la red ferroviaria hacia la costa.
Para 1971, el ferrocarril México-Balsas había dejado atrás su función predominante como medio de transporte eficiente y competitivo, transformándose en un sistema con un valor más emocional y paisajístico que práctico. En este contexto, la línea conservaba cierto movimiento en su servicio de pasajeros, aunque este se limitaba mayormente al tramo entre Balsas e Iguala, donde aún se registraba una demanda significativa por parte de los usuarios locales. Por otro lado, el servicio de carga se encontraba en declive, con pocas estaciones manteniendo actividad económica relevante. Entre las terminales que aún conservaban operaciones significativas de transporte comercial se encontraban las de Ajusco, Cima, Tres Cumbres, Cuernavaca (ya afectada por problemas de logística e infraestructura), Emiliano Zapata, Puente de Ixtla, Vista, Naranjo, Iguala, Cocula, Apipilulco y Balsas.

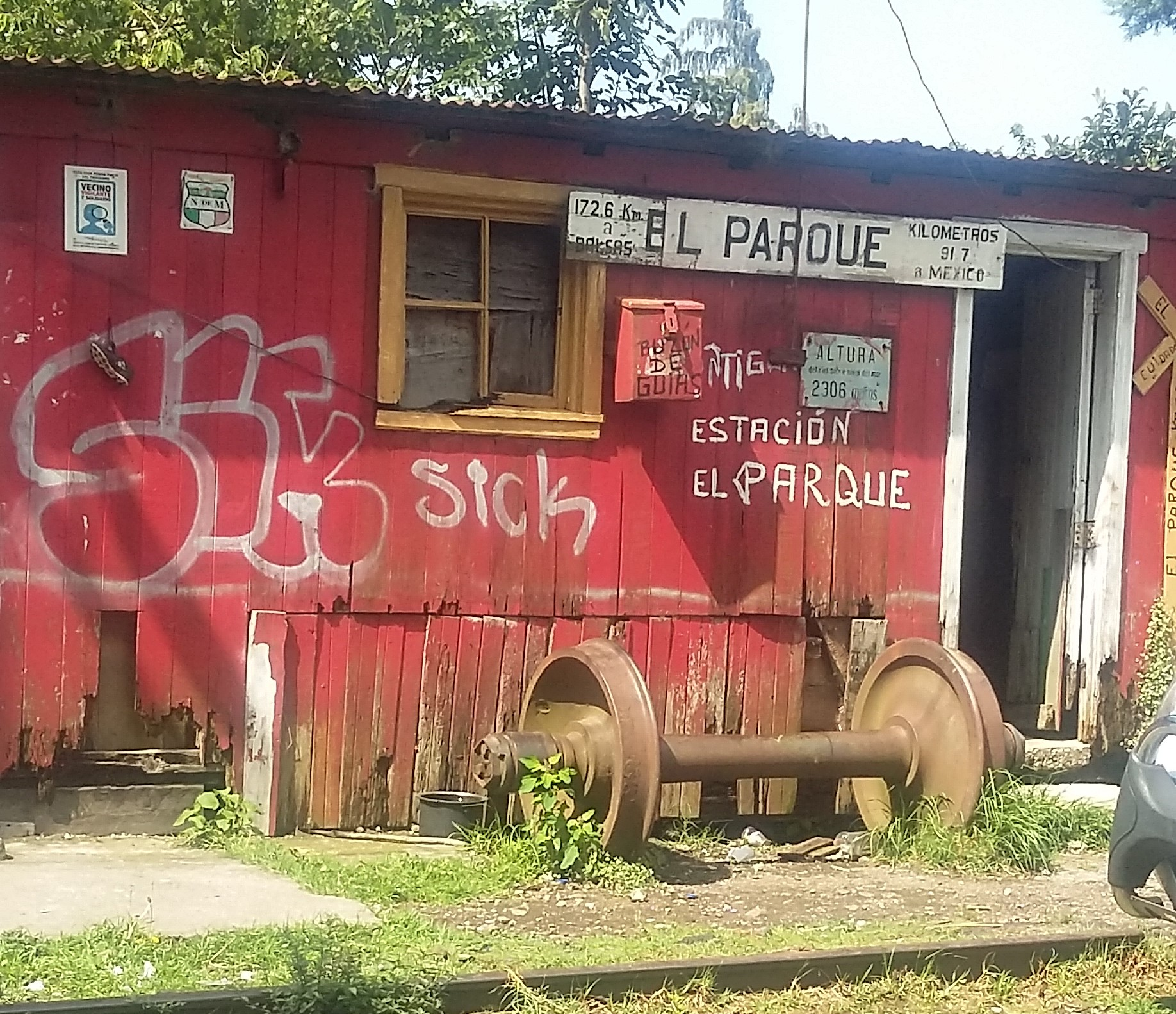
Vestigios de la estación de El Parque, en San Juan Tlacotenco, Tepoztlán, Morelos.

Durante las dos últimas décadas del siglo XX, el tren al Balsas experimentó un proceso de reducción operativa en el contexto de las políticas neoliberales que marcaron la reorganización del sistema ferroviario mexicano. Poco a poco, la línea fue acortando sus recorridos, dejando de llegar a varios de sus destinos originales y limitando su operación únicamente hasta Olea y posteriormente a Apipilulco. Para entonces, el servicio de pasajeros ya había sido completamente cancelado, reflejando el declive del ferrocarril como medio de transporte para la población. Su única función restante fue la movilización de carga, que se mantuvo en actividad gracias a los fletes salidos de la estación de Mango, desde donde se gestionaban envíos hacia los contenedores de Salina Cruz y Lázaro Cárdenas. En 1997, como parte del proceso de privatización de las empresas públicas del Estado mexicano, la línea México-Balsas cesó definitivamente sus operaciones el 16 de junio de ese año.
Tras décadas de reducción en sus recorridos y el abandono progresivo de su servicio de pasajeros, el tramo ferroviario dejó de ser viable dentro del esquema de movilidad nacional. Con su clausura, el trazo del ferrocarril fue reaprovechado para usos locales, y varios de sus segmentos fueron convertidos en calles y avenidas destinadas a la circulación de automotores. Esta transformación permitió desahogar el tráfico en zonas urbanizadas, integrando el antiguo trazo ferroviario dentro del crecimiento urbano y en las nuevas necesidades de transporte.